# Chafariz da Colher

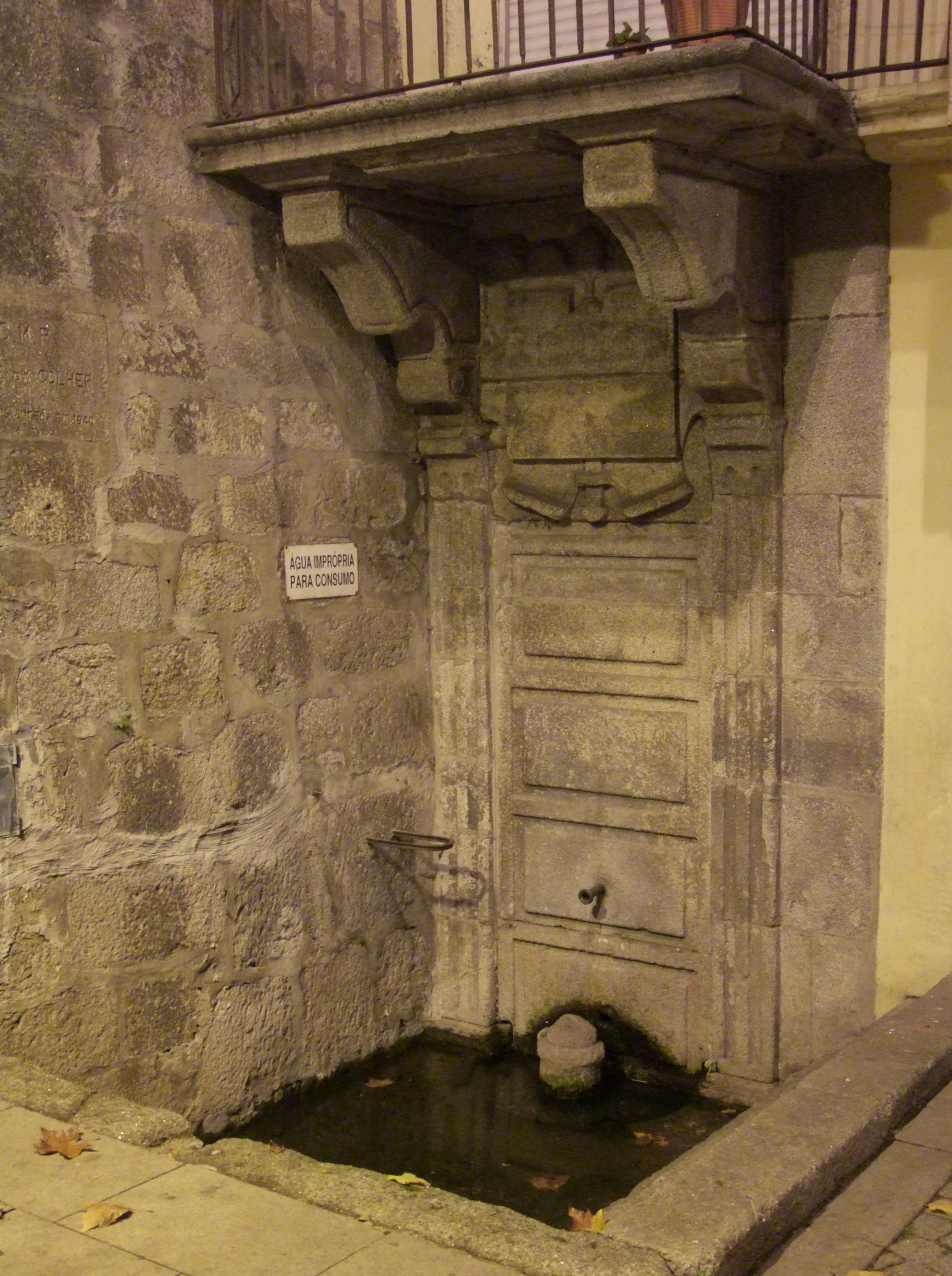
Chafariz da Colher, Porto.

O Chafariz da Colher, ou Fonte da Colher, localiza-se em Miragaia, na freguesia atual de Cedofeita, Santo Ildefonso, Sé, Miragaia, São Nicolau e Vitória, na cidade e Distrito do Porto, em Portugal.
O Chafariz da Colher encontra-se classificado como Imóvel de Interesse Público desde 1938.

## História
Uma das fontes mais antigas da cidade, foi construída em granito, no ano de 1491. Deve o seu nome ao facto da sua construção ter sido custeada com uma parte dum imposto, chamado também de "colher", aplicado aos géneros alimentícios que entravam na cidade. A sua água foi, à época, considerada uma das melhores da cidade.
Reconstruída em 1629, necessitou de nova intervenção em 1940, estando hoje situada num local escondido da Rua de Miragaia.